# Rickenbacker
Rickenbacker International Corporation, também conhecida como Rickenbacker é uma fabricante de instrumentos musicais, principalmente guitarras e baixos. Fundada em 1931 por Adolph Rickenbacker e George D. Beauchamp, originalmente produzia guitarras havaianas, apelidadas de "frying pans" por causa de seu formato. Embora tenha começado a produzir guitarras na década de 1950, apenas começou a ter sucesso quando a banda The Beatles surgiu para o grande público no início dos anos 1960.

## Popularização
John Lennon líder e guitarrista rítmico dos Beatles usava uma Rickenbacker 325, usava guitarras da marca desde o final dos anos 1950. Em 1964, George Harrison, também dos Beatles, ganhou de presente uma edição limitada do diretor da empresa. Era uma Rickenbacker 360 de 12 cordas. John também foi presenteado com uma Rick 325. A Rickenbacker fabricou apenas 25 unidades deste modelo, sendo a de Harrison a de n° 2. Usada por George em praticamente todo o álbum "A Hard Day's Night", tornou-se ainda mais conhecida por outras bandas da época, como The Byrds e The Who. Outro integrante dos Beatles, o baixista Paul McCartney, tinha um baixo Rick 4001, originalmente do modelo Fireglo, depois pintado com cores psicodélicas e por fim com a pintura raspada. Ele usou o baixo quase que unicamente no seu período com os Wings. A popularização da marca não cessava tendo em vista que contrabaixistas de expressivas bandas de rock como Geddy Lee (Rush), Chris Squire (Yes), Mike Rutherford (Genesis), Glen Hughes (Deep Purple) registraram apresentações memoráveis cada qual com seu modelo de Rickenbacker de preferência. Outro famoso baixista que ajudou a tornar os baixos da Rickenbacker, ou simplesmente RK (ou Rick), conhecidos mundialmente foi Lemmy Kilmister (1945-2015), então baixista da banda de rock'n'roll Hawkwind; posteriormente, ele fundou o power trio Motörhead. Lemmy tinha preferência em usá-lo em seu formato Stéreo (os RK possuem duas saídas mono, que também trabalham em estéreo, conforme ele é ligado) e preferencialmente distorcido, pois a elétrica dos RK favorece este efeito. No Brasil o grande pioneiro no usondos baixos Rickenbacker é Alex Malheiros (Azymuth), que em 1972 já utilizava um modelo 4001 tocado com palheta. O trabalho de Alex Malheiros, que adaptou influências dos baixistas de rock ao jazz e ao samba, foi importante para mostrar a versatilidade do instrumento e demolir o mito de que ele funciona apenas no rock.
Outros expoentes do Rickenbacker no Brasil são Liminha (Os Mutantes), Canisso da banda Raimundos, Juninho ratos de porão, Nino Fonseca da RagaR e Killah e Daniel ETE dos MUzarellas e Drakula. Todos utilizam o RK pela versatilidade que ele têm com uma distorção natural do modelo do seu corpo.

## Modelos

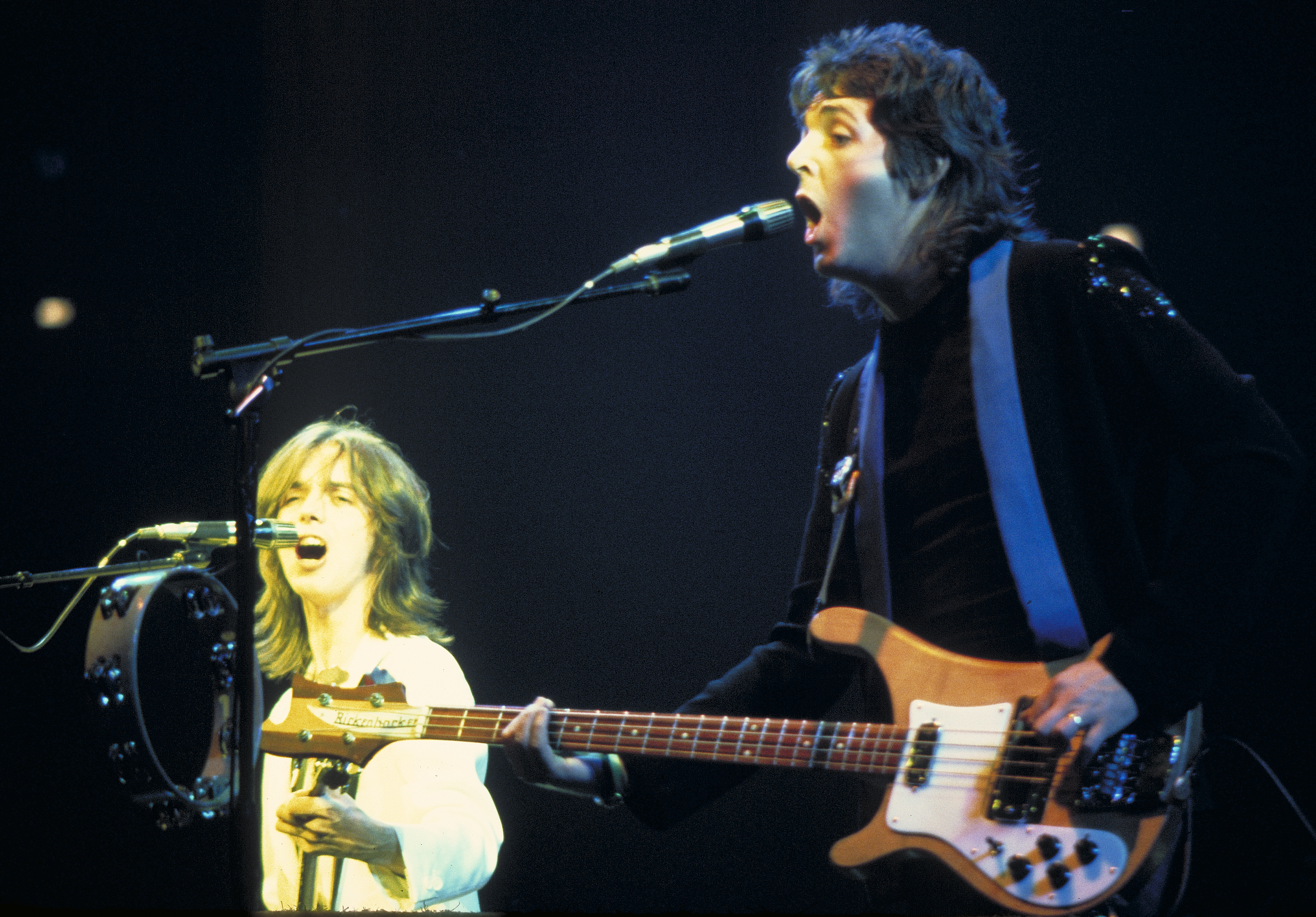
Paul McCartney usava um baixo canhoto de 1964 4001S FG Rickenbacker.

Sempre com modelos diferentes e inovadores das tradicionais Les Paul, Stratocaster e Telecaster, as guitarras Rickenbacker tornaram-se símbolo do Britsh Pop dos anos 1960.
A Rickenbacker é concorrente da Gibson, da Gretsch e da Fender, que, junto com à Rick, possuem grande nome na história da música.
Os Rickenbacker são instrumentos muito valorizados no mundo todo, famoso por seus baixos 4003 e 4001 (muito usado por Geddy Lee, Mike Rutherford e Chris Squire e muitos outros músicos famosos). O baixo Rickenbacker foi o primeiro baixo estéreo, possui duas saídas de áudio que podem ser plugados em diferentes amplificadores e fazer várias combinações.
As guitarras por sua vez são na maioria semi acústicas, e alguns modelos de 12 cordas com sistema de tarraxas muito diferentes, que fica difícil dizer que são instrumentos de 12 cordas.